# Yves Balasko

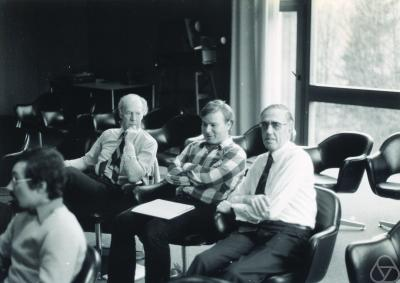
Gérard Debreu, Yves Balasko (midden) en Edmond Malinvaud in Oberwolfach, rond 1977

Yves Balasko (Parijs, 9 augustus 1945) is een Franse econoom met een Hongaarse vader, die de laatste jaren van zijn academische carrière werkzaam is geweest in Engeland. Na zijn studie wiskunde aan de École normale supérieure in Parijs raakte hij geïnteresseerd in economie. Hij werkte na zijn studie zes jaar bij Electricité de France (EDF), waar hij betrokken was bij de toepassing van de theorie van de marginale kosten op het bepalen van de prijs van elektriciteit (een zeer vluchtig goed). Terwijl hij bij EDF werkte, bewees hij zijn eerste resultaten over de structuur van de evenwichtsvariëteit in de algemene evenwichtstheorie. Na het voltooien van zijn proefschrift Economic equilibrium from the differential point of view (Economisch evenwicht differentieel bezien) bekleedde hij posities aan de universiteiten van Université Paris-Est Créteil Val-de-Marne (UPEC, Paris 12), Université Paris 1 Panthéon-Sorbonne, en Genève. Sinds 2006 werkt hij aan de Universiteit van York. In 1980 werd hij gekozen tot lid van de Econometric Society.
In de wiskundige economie heeft Balasko gewerkt aan de algemene evenwichtstheorie, overlappende generatiesmodellen en de theorie van de incomplete markten voor activa. In zijn onderzoek maakt Balasko gebruik van de differentiaaltopologie.

## Boeken
- Foundations of the Theory of General Equilibrium, 1988, ISBN 0-12-076975-1.
- The Equilibrium Manifold: Postmodern Developments in the Theory of General Economic Equilibrium, 2009, ISBN 978-0-262-02654-3